# Vene pericardiacofrenice
Venele pericardiacofrenice sunt vene comitante ale arterelor pericardiacofrenice. Vasele pericardiacofrenice însoțesc nervul frenic în mediastinul mijlociu toracic. Artera este o ramură a arterei toracice interne. Vena se varsă în vena toracică internă (sau brahiocefalică). 